# Jawar
Jawar é uma cidade e uma nagar panchayat no distrito de Sehore, no estado indiano de Madhya Pradesh.

## Geografia
Jawar está localizada a 21° 56′ N, 76° 27′ L. Tem uma altitude média de 294 metros (964 pés).

## Demografia
Segundo o censo de 2001, Jawar tinha uma população de 7131 habitantes. Os indivíduos do sexo masculino constituem 52% da população e os do sexo feminino 48%. Jawar tem uma taxa de literacia de 53%, inferior à média nacional de 59,5%: a literacia no sexo masculino é de 65% e no sexo feminino é de 40%. Em Jawar, 18% da população está abaixo dos 6 anos de idade.